# Bộ Chính trị Đảng Cộng sản Trung Quốc khóa XVI

### Đại hội Đảng Cộng sản Trung Quốc lần thứ 16
| Đại hội Đảng Cộng sản Trung Quốc lần thứ 16 (2002) | Đại hội Đảng Cộng sản Trung Quốc lần thứ 16 (2002) | Đại hội Đảng Cộng sản Trung Quốc lần thứ 16 (2002)                                                                               | Đại hội Đảng Cộng sản Trung Quốc lần thứ 16 (2002)                                    |
| Thứ tự                                             | Tên                                                | Chức vụ Đảng và Nhà nước | Ghi chú khác                                                                          |
| -------------------------------------------------- | -------------------------------------------------- | --- | ------------------------------------------------------------------------------------- |
| 1                                                  | Vương Lệ Quân                                      | Bí thư Khu ủy Tân Cương |                                                                                       |
| 2                                                  | Vương Triệu Quốc                                   | Phó ủy viên trưởng Ủy ban Thường vụ Quốc hội                                                                                     |                                                                                       |
| 3                                                  | Hồi Lương Ngọc                                     | Phó thủ tướng |                                                                                       |
| 4                                                  | Lưu Kỳ                                             | Bí thư Thành ủy Bắc Kinh |                                                                                       |
| 5                                                  | Lưu Vân Sơn                                        | Bí thư thứ 2 Ban Bí thư,Trưởng ban Tuyên truyền Trung ương                                                                       |                                                                                       |
| 6                                                  | Lý Trường Xuân                                     | Chủ nhiệm Ủy ban Văn minh Trung ương                                                                                             | Thành viên thứ 8 trong Ủy ban Thường vụ Bộ Chính trị                                  |
| 7                                                  | Ngô Nghi                                           | Phó Thủ tướng | (nữ)                                                                                  |
| 8                                                  | Ngô Bang Quốc                                      | Ủy viên trưởng Ủy ban Thường vụ Đại hội Đại biểu Nhân dân Toàn quốc (Chủ tịch Quốc hội)                                          | Thành viên thứ 2 trong Ủy ban Thường vụ Bộ Chính trị                                  |
| 9                                                  | Ngô Quan Chính                                     | Bí thư Ủy ban Kiểm tra Trung ương                                                                                                | Thành viên thứ 7 trong Ủy ban Thường vụ Bộ Chính trị                                  |
| 10                                                 | Trương Lập Xương                                   | Bí thư Thiên Tân |                                                                                       |
| 11                                                 | Trương Đức Giang                                   | Bí thư Tỉnh ủy Quảng Đông |                                                                                       |
| 12                                                 | Trần Lương Vũ                                      | Bí thư Thượng Hải kiêm Thị trưởng Thượng Hải.                                                                                    | Đình chỉ chức vụ năm 2006                                                             |
| 13                                                 | La Cán                                             | Bí thư Ủy ban Chính trị và Pháp luật Trung ương                                                                                  | Thành viên thứ 9 trong Ủy ban Thường vụ Bộ Chính trị                                  |
| 14                                                 | Chu Vĩnh Khang                                     | Bí thư thứ 3 Ban Bí thư, Ủy viên Quốc vụ viện Bộ trưởng Công An                                                                  |                                                                                       |
| 15                                                 | Hồ Cẩm Đào                                         | Tổng bí thư Chủ tịch nướcPhó Chủ tịch Quân Ủy TW (2002 - 2004) Chủ tịchQuân ủy Trung ương (từ 2004) Chủ tịch Quân ủy nước CHNDTH | Thành viên thứ một trong Ủy ban Thường vụ Bộ Chính trị                                |
| 16                                                 | Du Chính Thanh                                     | Bí thư Tỉnh ủy Hồ Bắc |                                                                                       |
| 17                                                 | Hạ Quốc Cường                                      | Bí thư thứ 4 Ban bí thư Trưởng ban Tổ chức Trung ương                                                                            |                                                                                       |
| 18                                                 | Giả Khánh Lâm                                      | Chủ tịch Chính hiệp | Thành viên thứ 4 trong Ủy ban Thường vụ Bộ Chính trị                                  |
| 19                                                 | Quách Bá Hùng                                      | Phó Chủ tịch thứ 1 Quân ủy Trung ương                                                                                            |                                                                                       |
| 20                                                 | Hoàng Cúc                                          | Phó thủ tướng thứ nhất Quốc vụ viện                                                                                              | Thành viên thứ 6 trong Ủy ban Thường vụ Bộ Chính trị (mất năm 2007 khi còn tại nhiệm) |
| 21                                                 | Tào Cương Xuyên                                    | Phó chủ tịch thứ 2 Quân ủy Trung ương Ủy viên Quốc vụ viện Bộ trưởng Bộ Quốc phòng                                               |                                                                                       |
| 22                                                 | Tăng Khánh Hồng                                    | Phó Chủ tịch nướcBí thư thứ 1 ban bí thư Hiệu trưởng trường Đảng TW                                                              | Thành viên thứ 5 trong Ủy ban Thường vụ Bộ Chính trị                                  |
| 23                                                 | Tăng Bồi Viêm                                      | Phó Thủ tướng thứ 2 Quốc vụ viện                                                                                                 |                                                                                       |
| 24                                                 | Ôn Gia Bảo                                         | Thủ tướng Quốc vụ viện | Thành viên thứ 3 trong Ủy ban Thường vụ Bộ Chính trị                                  |
| Ủy viên Dự khuyết                                  |                                                    | |                                                                                       |
| Thứ tự                                             | Tên                                                | Chức vụ Đảng và Nhà nước | Ghi chú khác                                                                          |
| 1                                                  | Vương Cương                                        | Bí thư Trung ương Đảng Chánh Văn phòng Trung ương Đảng                                                                           |                                                                                       |